# Эпанагога
Эпанаго́га (греч. ἐπαναγωγὴ τοῦ νόμου) — византийский сборник законов конца IX века. Составлен от имени императора Василия I и его сыновей Льва и Александра. В написании принимал участие Патриарх Фотий.
Этот документ дошел до настоящего времени в нескольких рукописях, с присоединенными к тексту схолиями интерпретатора, содержащими множество интересных замечаний об отношении эпанагоги к другим византийским законам. Эпанагога состоит из 40 титулов, содержащих: введение, с общими учениями о праве и справедливости (1); постановления об императоре, патриархе и начальствующих лицах (2—7); о должностях и достоинствах церковных (8—11); о свидетелях и документах (12—13); об обручении и браке (14—17; 21); о приданом и дарениях между обрученными и супругами (18—20); о договорах (22—28); о наследовании по завещанию и закону (29—38); об operis novi nuntiatio (39) и о преступлениях и наказаниях (тит. 40). 
Возможная дата публикации — 886 год, хотя некоторые ученые считают, что этот свод законов никогда не был официально опубликован, так и оставшись законопроектом.